# Trigona cilipes
Trigona cilipes är en biart som först beskrevs av Fabricius 1804.  Trigona cilipes ingår i släktet Trigona och familjen långtungebin. Inga underarter finns listade i Catalogue of Life.